# Ponera alpha
Ponera alpha är en myrart som beskrevs av Taylor 1967. Ponera alpha ingår i släktet Ponera och familjen myror. Inga underarter finns listade i Catalogue of Life.

## Bildgalleri

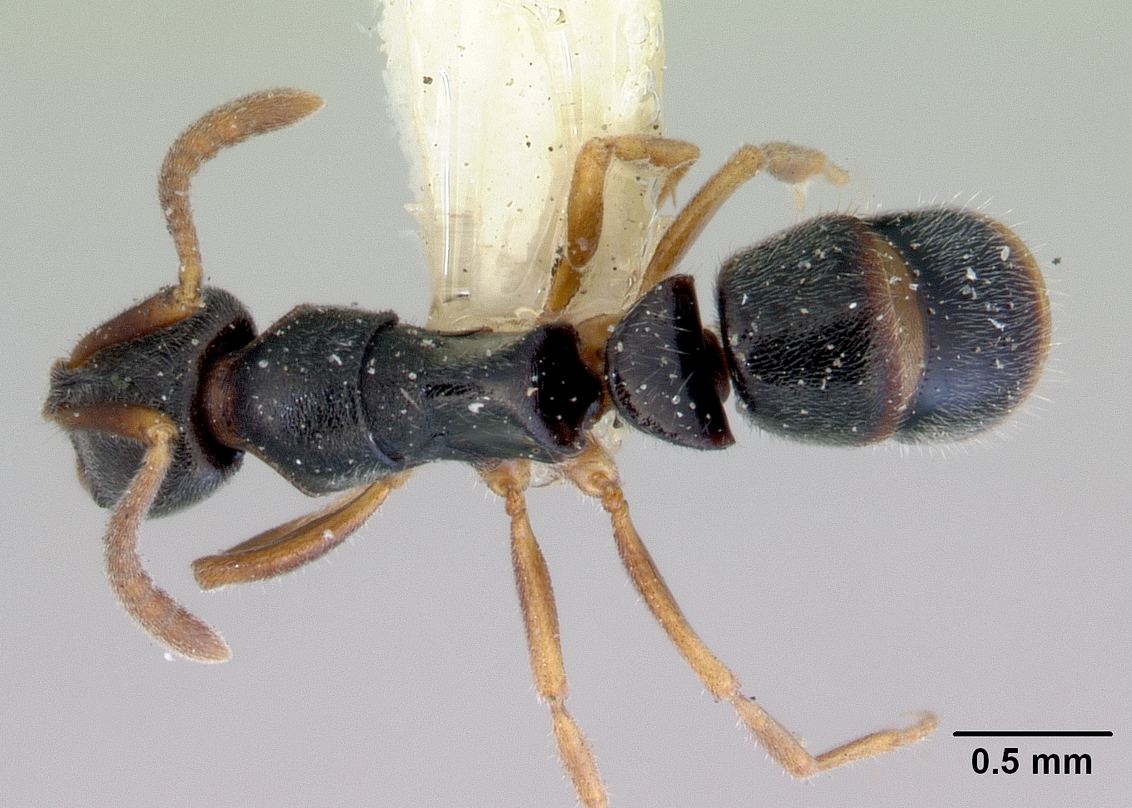
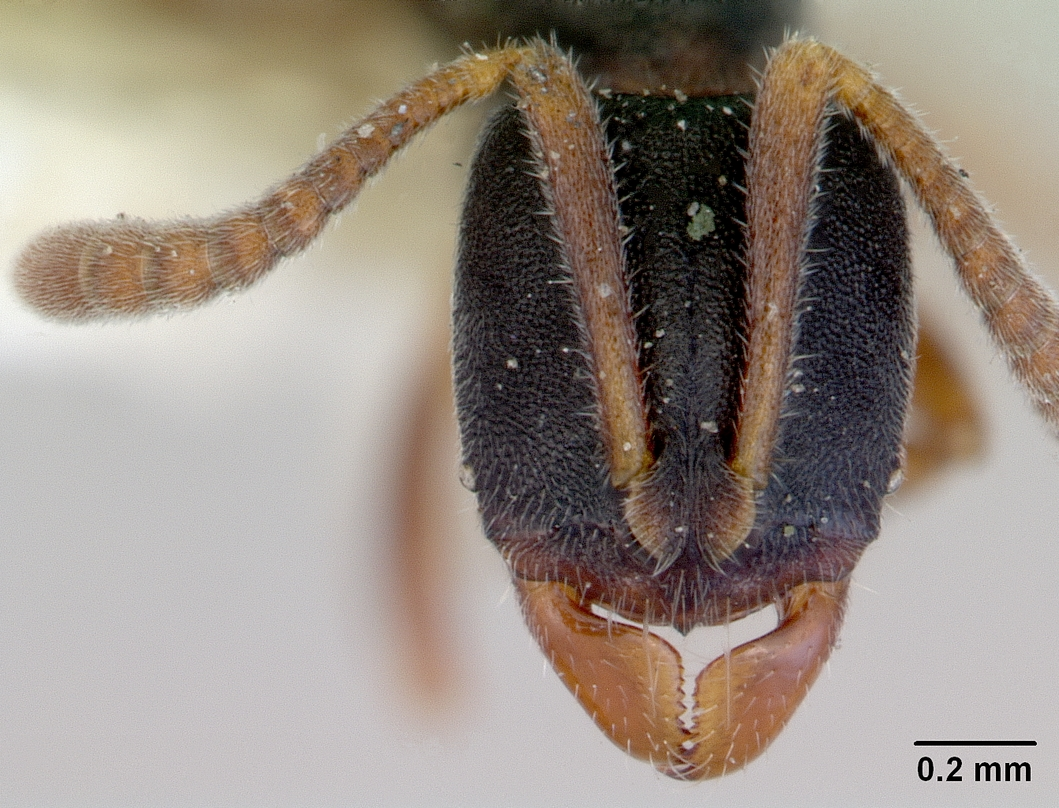
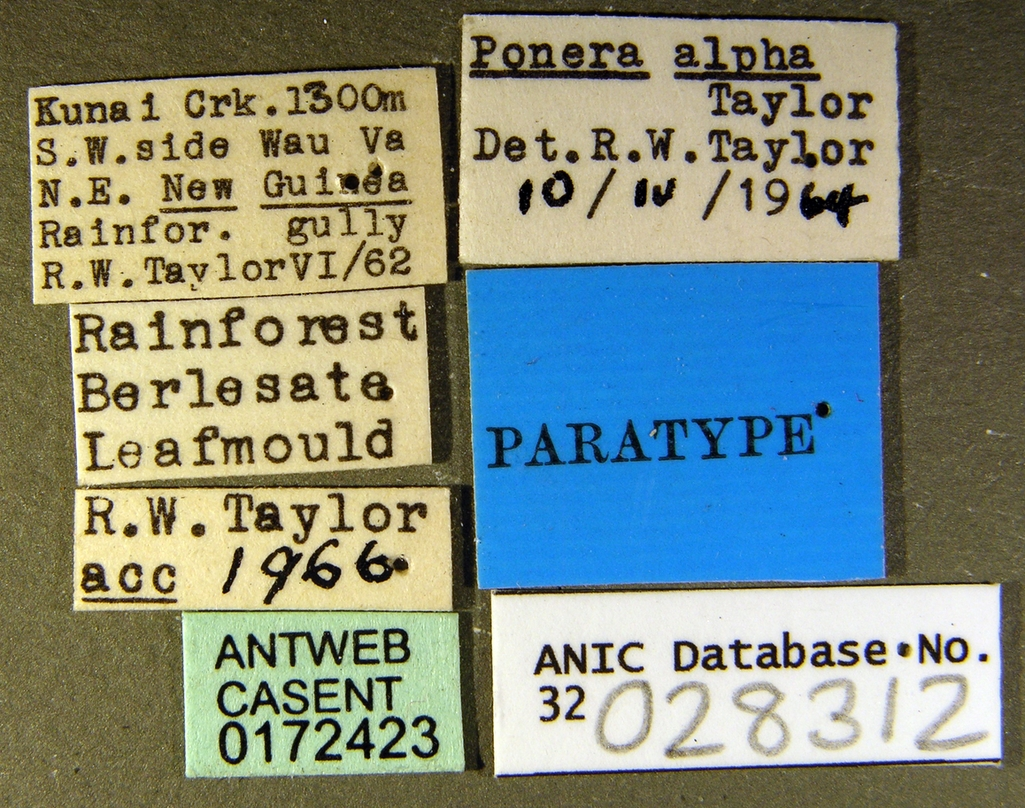
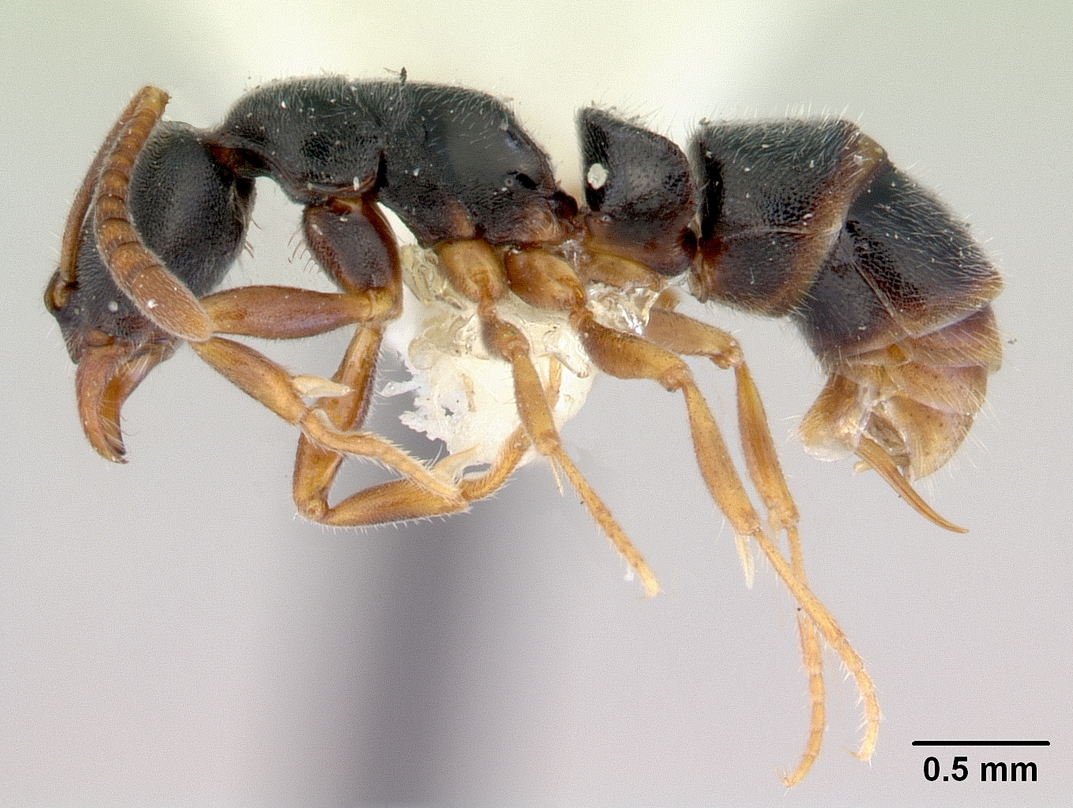